# Groisz Gusztáv (jogász)
Vargyasi Groisz Gusztáv (Kolozsvár, 1840. július 15. – Budapest, 1899. január 21.) jogász, egyetemi tanár, Groisz Gusztáv politikus fia.

## Életpályája
Középiskolai tanulmányait Nagyszebenben végezte 1850–1858 között. Ugyanott az akadémián  jogot hallgatott 1862-ig, miután kinevezték az erdélyi királyi főkormányszékhez fogalmazó gyakornoknak. 1863-ben kinevezték a kolozsvári királyi jogakadémiára a büntetőjog és a polgári törvénykezés tanárának. 1866-ban a jog- és államtudományok doktorává avatták. 1872-ben kinevezték a büntetőjog rendes tanárának az újonnan létesített kolozsvári királyi egyetemre. 1872–1873 és 1883–1884 között a jogi kar dékánja, 1876–1877-ben pedig az egyetem rektora volt. 1874-ben a császártól nemesi rangot kapott vargyasi előnévvel. 1894-ben saját kérelmére nyugalomba vonult. 1890-ben a magyar kormány küldötteként részt vett a szentpétervári börtönügyi kongresszuson.
Széleskörű társadalmi tevékenységet is folytatott. 1866-tól tagja volt az erdélyi római katolikus státusnak és az igazgató-tanácsnak,  kolozsvári egyházi főgondnok, a Szent Ferenciek erdélyrészi tartományának főszindikusa volt. A kolozsvári nemzeti színháznál intendánsként is működött. Az egyik leghíresebb erdélyi pénzintézet egyik igazgatója volt. A Mátyás-szobor felállítására kiírt pályázat bíráló bizottságának egyik tagja. A Kolozsvári Atlétikai Club (KAC) becsületbíróságának tagja, 1896-tól Kolozsvár II. kerületének országgyűlési képviselője szabadelvű párti programmal.  Ugyanebben az évben miniszteri tanácsosi címet kapott.

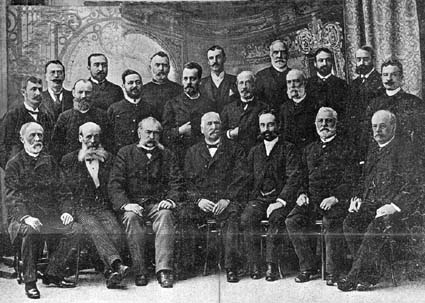
A KAC becsületbírósága 1890-ban
balról jobbra, ülnek: Albach Géza, dr. Haller Károly, Girsik János, br. Jósika Lajos, br. Josika Gábor, Szigethy Miklós, Haller Rezső;
állnak, első sor: gr. Lázár István, dr. Groisz Gusztáv, gr. Béldi Ákos, Concha Győző, Inczédy Sámuel, Gyarmathy Miklós, Deáky Albert;
második sor: Kőváry Mihály, Matskási Pál, Héczei Lajos, Varró László, gr. Esterházy Kálmán, dr. Baintner Hugó, dr. Felméri Lajos

Budapesten halt meg 1899. január 21-én. Kolozsváron temették el január 24-én, felesége mellé a Házsongárdi temetőben.

## Munkássága
Értekezései, cikkei és bírálatai a Jogtudományi Közlönyben jelentek meg. A büntetőjogi kérdésekről a szaklapokban és napilapokban, a társadalmi kérdésekről a napilapokban írt cikkeket.

### Munkáiból
- Magyar polgári törvénykezési rendtartás (felvilágosító és utasító jegyzetekkel. 1868. 54. t.-cz.) Kolozsvár, 1870.
- Dékáni beszéd, mellyel a kolozsvári m. kir. tudományegyetem első rektorát beiktatta az 1872/3. tanév megnyitása alkalmával. Kolozsvár, 1873. (Acta Reg. Scient. Univ. Claudiopolitanae I.)
- Minő előnye van a laicus-elem befolyásának a büntető igazságszolgáltatásban, különösen pedig, minő értékkel bir az esküdtszéki intézmény és kivánatos-e annak meghonosítása Magyarországban (rektori székfoglaló beszéd az 1876/7. tanév megnyitása alkalmával), Kolozsvár, 1877. (Acta Reg. Scient. Univ. Claud. I.)
- A magyar büntetőjog

Kéziratban beterjesztette az igazságügyminisztériumhoz: 
- Vélemény a Horváth Boldizsár-féle polgári perrendtartási javaslatról (40 ív)
- Vélemény a magyar büntető törvénykönyveket a bűntettekről és vétségekről és a kihágásokról életbeléptető törvényczikkely miniszteri tervezetéről